# Geher-Länderkampf der Männer 1987 BR Deutschland – Polen – Tschechoslowakei – Ungarn – USA
| 15. Leichtathletik-Länderkampf mit bundesdeutscher Beteiligung 1987                 | 15. Leichtathletik-Länderkampf mit bundesdeutscher Beteiligung 1987 |
| ----------------------------------------------------------------------------------- | ------------------------------------------------------------------- |
|                                                                                     |                                                                     |
| Gehervergleich der Männer: BR Deutschland – Polen – Tschechoslowakei – Ungarn – USA |                                                                     |
| Austragungsort                                                                      | Fürth                                                               |
| Wettbewerbe                                                                         | 2                                                                   |
| Datum                                                                               | 8. August                                                           |
| 1. POL 2. HUN 3. CSK 4. FRG 5. USA                                                  | 66 Punkte 60 Punkte 44 Punkte 40 Punkte 32 Punkte                   |
| Chronik                                                                             |                                                                     |
| ← POL-FRG-GBR-ESP 00U22 (F)                                                         | FRG-POL-CSK-HUN-USA 00 Geher (F) →                                  |

Im fünfzehnten Vergleich des Länderkampfjahres 1987 traten zum ersten Mal in dieser Saison die Geher zu einem Länderkampf an. Frauen und Männer bestritten in diesem Jahr im Gehsport insgesamt vier Begegnungen an zwei Orten, weitere Vergleiche sollten also noch folgen. Am 8. August trafen nun in Fürth die Männer auf Polen, die Tschechoslowakei, Ungarn und die USA. In dieser Zusammensetzung der teilnehmenden Länder hatte zuvor noch kein Aufeinandertreffen stattgefunden.
Auch die Geherinnen führten am selben Tag und selben Ort einen Länderkampf durch.

## Modus
Ausgetragen wurden zwei Wettbewerbe auf der Straße, der kürzere über die ungewöhnliche Distanz von 15 Kilometern, der längere über 35 Kilometer. Je Land und Disziplin traten vier Geher an, von denen die drei Besten in die Wertung kamen. Polen stellte über 15 Kilometer nur drei Teilnehmer, die Tschechoslowakei trat über 35 Kilometer mit nur drei Gehern an. Zur Punkteverteilung liegen keine Angaben vor.

## Ergebnis
Über 15 Kilometer siegte in der Einzelwertung ein Ungar vor einem Polen, über 35 Kilometer war es umgekehrt. Auf der kürzeren Strecke folgte auf Rang drei ein Tschechoslowake vor einem US-Amerikaner und einem weiteren Tschechoslowaken. Der beste bundesdeutsche Vertreter kam hier auf den sechsten Platz. Auf der längeren Strecke belegten zwei weitere Polen die Ränge drei und vier vor zwei weiteren Ungarn. Den nachfolgenden siebten Platz erreichte der beste bundesdeutsche Geher. In der Länderkampfwertung erwiesen sich die polnischen Athleten mit 66 Punkten am stärksten, Ungarn belegte mit sechzig Punkten knapp dahinter den zweiten Platz. Die Tschechoslowakei wurde mit 44 Punkten Dritter. Die Bundesrepublik Deutschland fand sich mit 41 Punkten auf Rang vier wieder und die USA kam mit 32 Punkten auf den fünften und letzten Platz.

## Legende
Kurze Übersicht zur Bedeutung der Symbolik – so üblicherweise auch in sonstigen Veröffentlichungen verwendet:
| DNF | nicht im Ziel (did not finish) |
| DSQ | disqualifiziert                |

## Resultat

### 15-km-Straßengehen
| Platz | Athletin           | Land | Zeit (h) |
| ----- | ------------------ | ---- | -------- |
| 01    | János Szálas       | HUN  | 1:02:01  |
| 02    | Zdzisław Szlapkin  | POL  | 1:02:40  |
| 03    | Igor Kollár        | CSK  | 1:03:59  |
| 04    | Ray Sharp          | USA  | 1:04:36  |
| 05    | Ján Záhončík       | CSK  | 1:04:45  |
| 06    | Wolfgang Wiedemann | FRG  | 1:04:50  |
| 07    | Jacek Bednarek     | POL  | 1:06:29  |
| 08    | Volkmar Scholz     | FRG  | 1:06:39  |
| 09    | Mike Stauch        | USA  | 1:06:50  |
| 10    | Sandor Kánya       | HUN  | 1:07:05  |
| 11    | Franz-Josef Weber  | FRG  | 1:07:11  |
| 12    | Hubert Sonnek      | CSK  | 1:07:15  |
| 13    | Stefan Malik       | CSK  | 1:07:22  |
| 14    | Andre Andasfay     | HUN  | 1:07:24  |
| 15    | Jan Klos           | POL  | 1:08:33  |
| 16    | Siegmar Neuner     | FRG  | 1:08:38  |
| 17    | András Kovács      | HUN  | 1:10:31  |
| 18    | Curtis Fisher      | USA  | 1:10:51  |
| 19    | Paul Schwartzberg  | USA  | 1:17:01  |

### 35-km-Straßengehen
| Platz | Athletin             | Land | Zeit (h) |
| ----- | -------------------- | ---- | -------- |
| 01    | Grzegorz Ledzion     | POL  | 2:16:54  |
| 02    | Rudolf Vereb         | HUN  | 2:18:12  |
| 03    | Zbigniew Sadlej      | POL  | 2:18:28  |
| 04    | Jerzy Wroblewicz     | POL  | 2:19:01  |
| 05    | László Sátor         | HUN  | 2:20:28  |
| 06    | Zoltán Czukor        | HUN  | 2:21:46  |
| 07    | Horst-Joachim Matern | FRG  | 2:26:05  |
| 07    | Jaroslav Makovec     | CSK  | 2:26:05  |
| 09    | Luboš Mackanič       | CSK  | 2:27:21  |
| 10    | Robert Mildenberger  | FRG  | 2:28:34  |
| 11    | Andy Kaestner        | USA  | 2:29:21  |
| 12    | Richard Mark Fenton  | USA  | 2:29:33  |
| 13    | Mike De Witt         | USA  | 2:30:39  |
| 14    | Fritz Helms          | FRG  | 2:32:18  |
| 15    | Roman Parolek        | CSK  | 2:34:20  |
| DNF   | Alfons Schwarz       | FRG  |          |
| DNF   | Paul Wick            | USA  |          |
| DNF   | Sandor Urbaniak      | HUN  |          |
| DSQ   | Jan Holender         | POL  |          |